# Elektroimpulswaffe
Eine Elektroimpulswaffe, auch Elektroimpulsgerät (EIG) oder Elektroschocker genannt, ist eine in der Regel nicht-tödliche Waffe, die nach dem Prinzip eines kontrollierten elektrischen Schlages mit hoher Leerlaufspannung und Stromimpulsen arbeitet.
Im Gegensatz zu einem Distanz-Elektroimpulsgerät (DEIG), bei dem Elektroden aus einem Magazin auf ein Ziel geschossen werden, handelt es sich hierbei um eine Waffe, die ausschließlich bei Berührung wirkt und primär darauf abzielt, dem Gegner Schmerzen zuzufügen. Als Abgrenzung wird auch der Begriff Distanzlosgeräte verwendet.
Erfunden wurden diese Waffen vermutlich zwischen dem Ersten und dem Zweiten Weltkrieg.

## Technik
Der Elektroschocker erzeugt aus einer niedrigen Batteriespannung (1,5 bis 12 V) eine hohe Ausgangsspannung. Deshalb sind die meisten Elektroschocker aus Sicherheitsgründen aus Kunststoff hergestellt und stellen an zwei an der Vorderseite angebrachten Metallkontakten diese sehr hohe elektrische Spannung zur Verfügung. Häufig wird diese Spannung durch Induktion erzeugt: Die niedrige Batteriespannung wird elektronisch „zerhackt“ (aus- und eingeschaltet) und damit in einer Induktivität durch die erfolgende schnelle Stromänderung eine sehr hohe Spannung erzeugt. In manchen Fällen erfolgt die Spannungserzeugung auch durch eine Hochspannungskaskade (kapazitiv).
Wird eine Person mit beiden Kontakten berührt und das Gerät ausgelöst, so erleidet sie durch die hohen Spannungsspitzen einen Elektroschock. Daher auch die Bezeichnung als Elektroschocker.
Beim Auslösen ohne Kontakt mit einem Ziel entsteht zwischen den beiden Kontakten eine elektrische Entladung in Form von knallenden Blitzen. Damit ist auch abzuschätzen, wie viel Spannung der Elektroschocker mindestens abgeben kann: Pro Millimeter Abstand der Elektroden in trockener Luft bei 20 °C sind dies etwa 1000 V.
Elektroschocker werden je nach Elektrodenabstand mit Spannungen bis zu einigen 100 kV (Leerlaufspannung) angeboten; dies gilt auch für Geräte mit PTB-Prüfzeichen. Allerdings ist fragwürdig, ob der Elektroschocker diese Spannung ohne einen Defekt erreichen könnte. Da die Elektroden ohnehin meist nicht weiter als 50 mm voneinander entfernt sind, kann die Spannung nur bis ca. 50 kV steigen. Die Stromstärke der Impulse erreicht bei modernen Modellen bei einem abgenommenen Lastwiderstand von bis zu 500 Ohm Spitzenwerte von bis zu 100 Ampere. Die abgegebene elektrische Ladung beträgt bis zu maximal 0,2 mC.

## Ausführungen
Grundsätzlich gibt es verschiedene Ausführungen des Elektroschock-Prinzips:
- Handgerät: Ein Handgerät hat in der Handfläche Platz und kann praktisch verdeckt getragen werden. Die Form ist oft einer Pistole nachempfunden, allerdings ist nur ein Kontaktmodus möglich.
- Stabgerät: Bei Stabgeräten sind die Kontakte an der Spitze eines Stabes angebracht, mit dem man potentielle Angreifer auf größere Distanz halten kann.
- Elektroschockpistole: Es werden mehrere mit Widerhaken versehene Projektile, je nach Hersteller und Modell bis etwa 10 Metern, abgeschossen, die mit Drähten eine Verbindung zu der Waffe haben. Durch Betätigung des Abzugshebels können Elektrostöße abgegeben werden.
- Drahtlose Elektroschockprojektile: Ein Projektil, das eine Batterie oder einen geladenen Kondensator sowie Widerhaken enthält, wird mit einer herkömmlichen Schrotflinte oder einer speziellen Waffe abgeschossen.

## Wirkung
Normalerweise ist eine Elektroimpulswaffe eine nicht-tödliche Waffe, da der elektrische Strom, den kürzesten Weg zwischen den beiden Elektroden suchend, nur wenige cm durch den Körper fließt und somit nie am Herzen vorbeikommt. Elektroschocks können – je nach Stärke – sehr schmerzhaft und auf Dauer auch qualvoll sein. In Einzelfällen (zum Beispiel bei Herzschwäche und zu langer Einwirkzeit) besteht aber die Möglichkeit, dass Zielpersonen auch tödlich verletzt werden. So kamen nach dem Bericht einer kanadischen Zeitung zwischen 2003 und 2007 in Nordamerika insgesamt knapp 300 Menschen durch solche Geräte ums Leben. Meistens führen jedoch „sekundäre Sturzverletzungen“, also Verletzungen, die durch unkontrollierte Stürze bedingt sind, zu Hautabschürfungen, Blutergüssen, Prellungen, Platzwunden, aber auch zu Knochenbrüchen bis hin zum schweren Schädel-Hirn-Traumata, die für gefährliche oder sogar tödliche Effekte verantwortlich sind. Aufgrund der möglicherweise tödlichen Wirkung wird daher oft die Bezeichnung „weniger tödliche Waffe“ verwendet.
Zu Wirkung und Effekten von Elektroimpulswaffen (Electro-Muscular Incapacitating Devices) gibt es sehr wenige von Experten anerkannte Veröffentlichungen; die meisten Einschätzungen der Wirkung beruhen auf Fallbeschreibungen, die im Auftrag und Interesse der Hersteller oder von Polizei- oder Justizbehörden erstellt worden sind. Die meisten Studien erfüllen keinen wissenschaftlichen Anspruch.
Der entstehende Elektroschock soll das sensorische und motorische Nervensystem der Zielperson lähmen und sie bewegungsunfähig machen. Die Muskulatur der getroffenen Person soll laut Herstellerangaben sofort paralysiert und für etwa eine Minute außer Gefecht gesetzt werden. Im Tierversuch an Schweinen konnten diese Angaben allerdings nicht bestätigt werden.
Der abgegebene Impuls befindet sich innerhalb der normativen Grenzen, innerhalb derer kein Herzkammerflimmern ausgelöst werden soll. Tatsächlich ist es wissenschaftlich noch nicht geklärt, ob die gängigen Elektroimpulswaffen Herzrhythmusstörungen oder Herzkammerflimmern auslösen können. Allerdings deuten aktuelle wissenschaftliche Erkenntnisse darauf hin, dass die klassische Beurteilung der Gefährlichkeit nach Stromstärke und Einwirkdauer, wie sie für Wechselstrom (RMS) verwendet wird, nicht zur Risikobewertung von Schockimpulsen geeignet ist. Das könnte unter anderem daran liegen, dass die ursprüngliche Beurteilungsmethode für Elektroimpulswaffen den Effektivwert des Stromes als Ausgangspunkt für die Bewertung so verwendet, wie er für Körperströme mit Wechselstrom definiert wurde, obwohl der Effektivwert keine direkte Aussagekraft zur physiologischen Reizwirkung auf den menschlichen Körper erlaubt. Allerdings wurden die Versuche und Modelle für Wechselstrom zur damaligen Zeit alle, aus technischen Gründen und der besseren mathematischen Einfachheit halber, ausschließlich mit Effektivwertmessungen durchgeführt, weshalb sie auch für diesen Bereich (Durchströmungsdauern von 0,01 bis 10 Sekunden und Frequenzen von 20 bis 500 Hertz), für den sie definiert wurden, trotzdem anwendbar und gültig sind. Streng physiologisch betrachtet kann aber nicht der Effektivwert des Stromes, noch der Scheitel- oder Spitzenwert, bestimmen wie groß die Intensität der Reizwirkung auf den menschlichen Organismus ist. Stattdessen eignet sich die Größe der elektrischen Ladung, welche innerhalb einer bestimmten, für die Zellen spezifische Zeit, auf den Organismus übertragen wird, deutlich besser. Demnach wird für Elektroimpulswaffen eine andere Methode zur Risiko-Analyse gefordert, welche besser geeignet ist.
Aktuellere Normen empfehlen, dass für spezielle Signalformen wie elektrostatische Impulse, oder Impulsfolgen aus Gleichstrom und für Mischungen aus verschiedenen Signalformen wie Hochfrequenzanwendungen, ausschließlich experimentell ermittelte Grenzwerte verwendet werden sollten welche, statt der elektrischen Stromstärke über der Zeit, in erster Linie die Größe der auf den Körper übertragenen elektrischen Ladung, innerhalb für Körperzellen typischen Reaktionszeiten, als Beurteilungsgrundlage nutzt. Nach dieser Methode sind Impulsfolgen, welche mit einer bestimmten Frequenz aufeinander folgen, nicht mit Wechselströmen gleichen Scheitelwerts vergleichbar, sondern haben zum Teil eine deutlich stärkere Wirkung.
Die Wirkung unterteilt sich laut Herstellerangaben in
- extreme, quälende, akute Schmerzen (gesicherte Wirkung)
- Brandverletzungen (Strommarken),

aufgrund der Beeinflussung von Muskeln und Nerven im Strompfad
- zeitweise Lähmungen von Sekunden- bis Minuten-Dauer, (nicht gesicherte Wirkung)
- Sturzverletzungen (je nach den Umständen), insbesondere Schädelverletzungen durch Ausschalten von bei Stürzen normalerweise eingreifenden Schutzreflexen (die Probleme sind äquivalent zu Problemen bei Stürzen bei Epilepsie),

und als weitere Sekundärwirkungen
- mögliche Hyperventilation (wahrscheinlich als Folge der extremen Schmerzen und des extremen Stresses) und daraus folgende Wirkungen (siehe dort)
- im Tierversuch eine Azidose, also Übersäuerung des Blutes. Diese Wirkung wird nach Gutachten für das U.S. Department of Justice auch für spätere Todesfälle nach dem Einsatz von Elektroschockpistolen verantwortlich gemacht.

Spätwirkungen:
- unspezifische Angstzustände
- Angstzustände in sich anbahnenden ähnlichen Situationen (wie bei jeder unangenehmen Erfahrung. siehe Klassische Konditionierung)

Die Effekte können von Person zu Person sehr unterschiedlich sein:
- Ist die angegriffene Person auf eine Attacke mit Elektroschocks vorbereitet und trainiert? Kann sie den „Schockzustand“ durchbrechen und gezielt weiterhandeln?
- Ist die angegriffene Person bezüglich des Herz-Kreislauf-Systems gesundheitlich vorbelastet, trägt sie implantierte Elektrotherapiegeräte wie Herzschrittmacher?

Die Effekte hängen auch von verschiedenen Faktoren ab:
- Haben die Elektroden Körperkontakt oder wird der Elektroschock nur über eine Funkenentladung auf den Körper übertragen?
- Wie ist der Zustand der Hautoberfläche (Hautwiderstand)?

Elektroschockwaffen können in explosionsgefährdeten Bereichen eine Explosion auslösen. Sie können Kleidung, die mit brennbaren Flüssigkeiten oder Fetten getränkt oder verschmutzt ist, entzünden (Dochteffekt).

## Missbrauch als Foltergerät

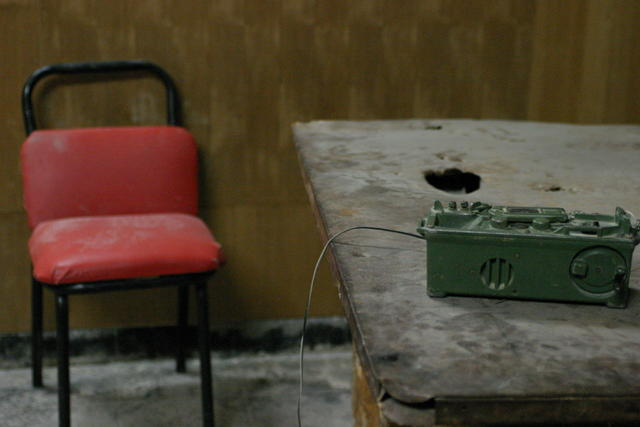
Zur Elektroschockfolter genutzter Stromgenerator in einem ehemaligen irakischen Gefängnis. Es ist ein zweckentfremdetes Feldtelefon. Gefoltert wurde mit der durch Kurbeldrehen erzeugten Klingelspannung.

Elektroschocker können wie andere Waffen und gefährliche Gegenstände auch als Folterinstrument missbraucht werden. Da die Verletzungen in der Regel gering sind und normalerweise auch keine physischen Schäden auftreten, können Folterungen damit nur sehr schwer nachgewiesen werden.
Aus diesen Gründen ist in Großbritannien, den Benelux-Staaten, der Schweiz sowie Skandinavien der Verkauf und die Ausfuhr dieser Geräte verboten. Deutschland ist nach den USA der zweitgrößte Exporteur von Elektroschockern. Abnehmer sind unter anderem Georgien, Bangladesh, Iran und Usbekistan.
Elektroschocker, die in Deutschland vertrieben werden, müssen ein PTB-Prüfzeichen tragen. Voraussetzung für den Erhalt des Zeichens ist unter anderem die Nichtbedenklichkeit bezüglich potenzieller Foltereinsätze: Die Geräte müssen sich nach 10 Sekunden automatisch abschalten; wenn der kurzfristige Effektivstrom eines einzelnen Impulses zwischen 300 und 500 mA beträgt, schon nach 4 Sekunden.

## Zulässigkeit nach WaffG

### Deutschland
Distanz-Elektroimpulsgeräte (wie Airtaser) sind in Deutschland seit 1. April 2008 generell verboten und nicht zulassungsfähig.
Kontaktgeräte (Distanzlosgeräte), die Verletzungen zufügen, sind verboten, sofern sie nicht folgende Bedingungen erfüllen: Sie benötigen gemäß Anlage 2 Nr. 1.3.6 WaffG ein amtliches PTB-Prüfzeichen für die gesundheitliche Unbedenklichkeit. Diese wirken also deutlich schwächer als Distanz-Elektroimpulsgeräte, wodurch sie zur Selbstverteidigung möglicherweise nicht immer ausreichen.
Für Altgeräte bestand ehemals eine Ausnahmegenehmigung des BKA (gemäß § 40 Abs. 4 WaffG) für Erwerb, Besitz und Führen. Diese lief aus zum 31. Dezember 2010. Seit dem 1. Januar 2011 ist der Umgang nur noch mit Geräten erlaubt, die das Prüfzeichen der PTB tragen. Für Privatpersonen, die vor dem 1. Januar im Besitz eines Gerätes ohne Prüfzeichen waren, besteht die Möglichkeit, beim BKA (Bundeskriminalamt) eine Ausnahmegenehmigung für den Besitz zu beantragen. Das Führen oder Weiterverkaufen dieser Altgeräte ist aber untersagt.

### Österreich
Unter Einhaltung der rechtlichen Rahmenbedingungen gemäß § 3 StGB kann mit Elektroschockern eine nicht letale Notwehr durchgeführt werden und stellt somit eine effektive Alternative zu Schusswaffen dar: Gemäß GZ BMI-VA1903/0023-III/3/2017 vom 22. März 2017 wurde festgestellt, dass „[…] die Elektroschockwaffe ZAP Stun Gun 950.000 Volt nach ho. Rechtsansicht eine Waffe gemäß § 1 Z 1 Waffengesetz 1996 (WaffG) 1996 idgF. darstellt.“
Unter Anwendung von § 1 Z 1 WaffG 1996 wird also bestätigt, dass etwa o. a. Elektroschocker „[…] dem Wesen nach dazu bestimmt ist, die Angriffs- oder Abwehrfähigkeit von Menschen durch unmittelbare Einwirkung zu beseitigen oder herabzusetzen […]“ und dass es sich um keine verbotene Waffe gemäß § 17 Z 1 handelt: „Verboten sind der Erwerb, die Einfuhr, der Besitz, und das Führen von Waffen, deren Form geeignet ist, einen anderen Gegenstand vorzutäuschen, oder die mit Gegenständen des täglichen Gebrauches verkleidet sind“.
Gemäß § 7 Z 2 wird festgelegt: „Eine Waffe führt jedoch nicht, wer sie innerhalb von Wohn- oder Betriebsräumen oder eingefriedeten Liegenschaften mit Zustimmung des zu ihrer Benützung Berechtigten bei sich hat.“
Nachdem gemäß § 11 Z 1 „Der Besitz von Waffen, Munition und Knallpatronen für Menschen unter 18 Jahren verboten.“ ist, bleibt als einzige Kaufauflage für Verkäufer die Altersnachweisung des Käufers – die Ausstellung von Waffenbesitzkarte und Waffenpass gemäß § 21 bezieht sich auf Schusswaffen.

### Schweiz
In der Schweiz ist die Übertragung, der Erwerb, das Vermitteln und Verbringen von Elektroschockgeräten, „die die Widerstandskraft von Menschen beeinträchtigen oder die Gesundheit auf Dauer schädigen können“ verboten.

## Länderübergreifende Transport und Handelsbeschränkungen
Jeder, der Elektroimpulswaffen über Ländergrenzen bewegt, ist selbst dafür verantwortlich, sich über die geltenden rechtlichen Regelungen zu informieren. Im Raum der EU ist beispielsweise geregelt: Nach Art. 3 in Verbindung mit Anhang II der Verordnung (EG) Nr. 1236/2005 des Rates betreffend den Handel mit bestimmten Gütern, die zur Vollstreckung der Todesstrafe, zu Folter oder zu anderer grausamer, unmenschlicher oder erniedrigender Behandlung oder Strafe verwendet werden könnten – sog. AntifolterVO – ist die ungenehmigte Ausfuhr von Elektroschock-Gürteln, die konstruiert sind, um durch Abgabe von Elektroschocks mit einer Leerlaufspannung größer als 10.000 V auf Menschen Zwang auszuüben, verboten. Die ungenehmigte Einfuhr solcher Waren ist gem. Art. 4 in Verbindung mit Anhang II der AntifolterVO verboten. In Anhang I der Verordnung sind die Stellen, welche eine Genehmigung erteilen können, aufgelistet. In Deutschland ist dies zum Beispiel das Bundesamt für Wirtschaft und Ausfuhrkontrolle in Eschborn.